# アレクサンドラ・ヴィクトリア・フォン・シュレースヴィヒ＝ホルシュタイン＝ゾンダーブルク＝グリュックスブルク
アレクサンドラ・ヴィクトリア・フォン・シュレースヴィヒ＝ホルシュタイン＝ゾンダーブルク＝グリュックスブルク（ドイツ語: Alexandra Viktoria von Schleswig-Holstein-Sonderburg-Glücksburg, 1887年4月21日 - 1957年4月15日）は、プロイセン王子アウグスト・ヴィルヘルムの妃。

## 生涯
アレクサンドラ・ヴィクトリアは1887年4月21日、グリュックスブルク公爵家の家長フリードリヒ・フェルディナントと、アウグステンブルク公爵家家長で名目上のシュレースヴィヒ＝ホルシュタイン公であるフリードリヒ8世の娘カロリーネ・マティルデ（イギリス女王ヴィクトリアの姪孫）の間の次女として、シュレースヴィヒ＝ホルシュタインのグリュンホルツで生まれた。全名はアレクサンドラ・ヴィクトリア・アウグステ・レオポルディーネ・シャルロッテ・アマーリエ・ヴィルヘルミーネ（Alexandra Viktoria Auguste Leopoldine Charlotte Amalie Wilhelmine）。 父はシュレースヴィヒ＝ホルシュタイン＝ゾンダーブルク＝グリュックスブルク公フリードリヒの長男で、デンマーク国王クリスチャン9世の甥だった。フリードリヒが1885年に亡くなるとグリュックスブルク家の家長と公爵位を継承していた。 

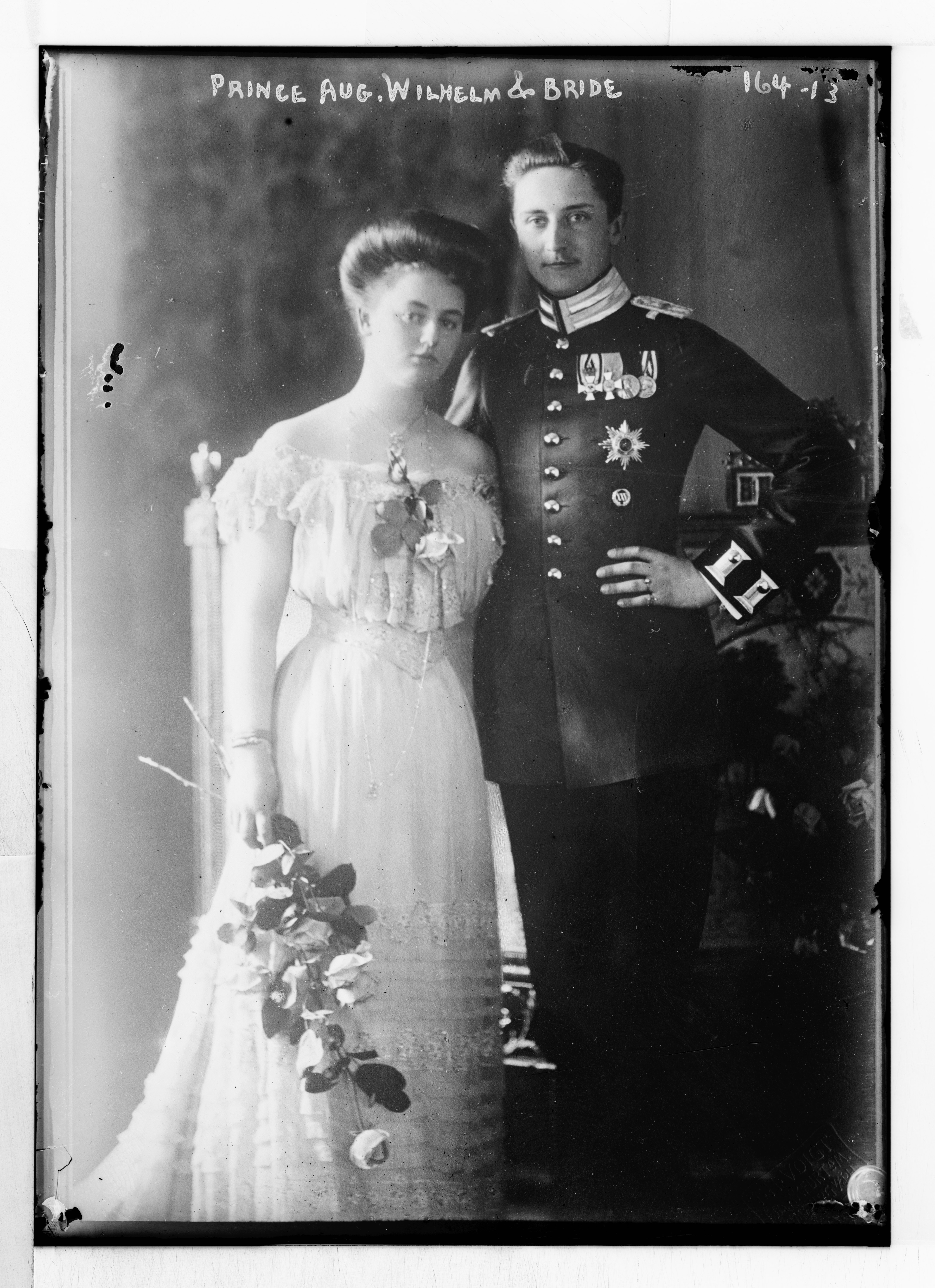
アウグスト・ヴィルヘルムとアレクサンドラ・ヴィクトリア

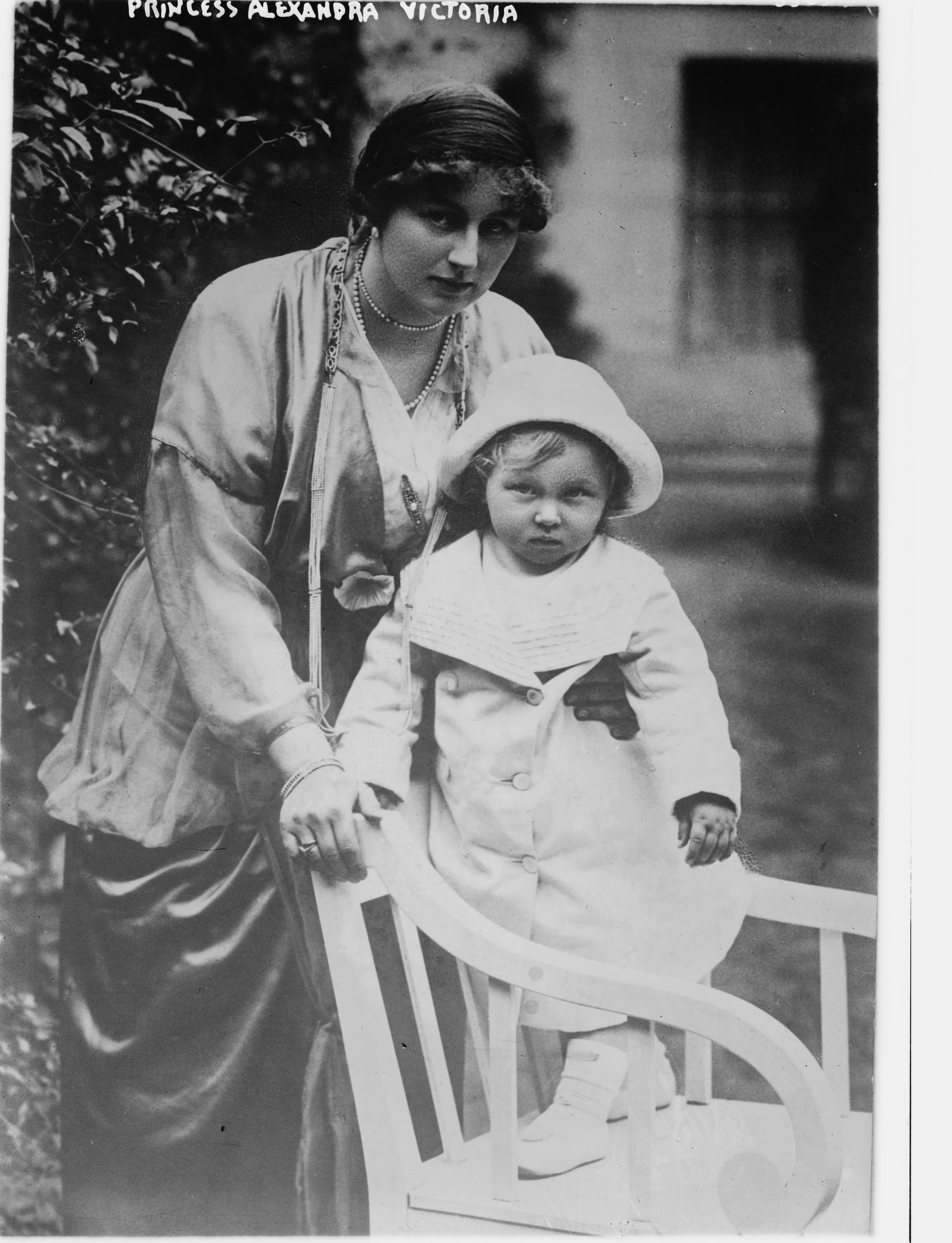
アレクサンドラ・ヴィクトリアと息子のアレクサンダー・フェルディナント

最初の夫はドイツ皇帝ヴィルヘルム2世と皇后アウグステ・ヴィクトリア（母カロリーネ＝マティルデの姉）夫妻の四男で従兄であるアウグスト・ヴィルヘルム王子だった。2人は1908年10月22日にベルリン王宮で挙式した。この結婚は皇帝と皇后がお膳立てしたものだったが、比較的幸福なものだった。アレクサンドラ・ヴィクトリアは伯母であり姑でもあるアウグステ・ヴィクトリア皇后の大のお気に入りであった。
同時代の宮廷人であるラジヴィウ公妃カタジナはアレクサンドラ・ヴィクトリアについて「皇后は彼女の伯母ゆえにいつも義理の母の話を聞くのを厭わない姿勢を見せた。彼女はいい子で、色白で太っていて、ドイツ人の小説家の精神にとって大切である、完璧な『ドイツ人の主婦』の典型だ」と語っている。別の同時代人は、その結婚は愛によるものだったと書き、彼女は「魅力的で可愛らしく、明るい女の子だ」と述べている。 
夫妻はベルリンのシェーンハウゼン城に住む予定だったが、ヴィルヘルム2世が息子をポツダムのサンスーシ公園内にあるリーグニッツ邸に留まらせることに決めた。夫妻の間には一人息子のアレクサンダー・フェルディナントが生まれた。 
第一次世界大戦の間、アウグスト・ヴィルヘルムはルピーン地区の地区管理者となった。彼の職場兼住居は現在のラインスベルク城である。個人付副官は若い頃から親しい友人だったハンス・ゲオルク・フォン・マッケンゼンで、彼の人生において重要な役割を果たした。この2人の「明白な同性愛傾向」が、アレクサンドラ・ヴィクトリアの結婚の失敗の一因となった。しかしヴィルヘルム2世の反対により、夫妻は正式な離婚には至らなかった。 
1918年のドイツ帝政の崩壊後、1920年3月16日に2人は離婚した。 
2番目の夫はアルノルト・リューマンで、1922年1月7日にグリュンホルツで結婚した。アレクサンドラ・ヴィクトリアは一時ニューヨークに渡り、画家として働いた。アルノルトとは1933年に離婚した。 
第二次世界大戦後はヴィースバーデン近郊でトレーラーで暮らし、そこで肖像画や風景画家として生計を立てていた。1957年4月15日、フランスのリヨンのホテルで亡くなった。

## 子女
最初の夫プロイセン王子アウグスト・ヴィルヘルムとの間に1男をもうけた。
- アレクサンダー・フェルディナント・アルブレヒト・アヒレス・ヴィルヘルム・ヨーゼフ・ヴィクトル・カール・フェオドール（1912年 - 1985年）

2番目の夫アルノルト・リューマンとの間に子どもはいない。